# Gianfranco Ravasi
Gianfranco Ravasi, född 18 oktober 1942 i Merate, är en italiensk kardinal och Vatikanstatens kulturminister.

## Biografi
Gianfranco Ravasi föddes som ett av tre barn till en antifascist som arbetade vid en kronofogdemyndighet i Lombardiet. Faderns hobby var att göra träsnitt. Sonen Gianfranco var duktig i latin och grekiska, och planerade först att bli lärare men blev i stället präst. Han studerade på prästseminariet i Milano under Giovanni Colombo, som sedermera blev kardinal. Sedan läste han i Rom.
Ravasi prästvigdes 1966 i Milano av kardinal Colombo och tjänade i den egenskapen i 31 år, innan han 2007 utsågs till titulärärkebiskop av Villamagna in Proconsulari av påve Benedictus XVI. Samma år utnämndes han till kulturminister av Vatikanstaten samt president över Katolska kyrkans kommissioner för arkeologi och kulturarv. 2011 installerades han som kardinaldiakon av San Giorgio in Velabro, efter Giulio Antonio Santorio. Under sina många år som präst, brukade Ravasi ägna somrarna åt biblisk arkeologi i Mellanöstern. Han var också under arton år prefekt för Ambrosianska biblioteket.
Kardinal Ravasi har ansetts vara progressiv, och har ständigt verkat för dialog mellan religiösa och vetenskapsmän. Han är känd för att citera såväl Bibeln som sekulära poeter och låtskrivare. I september 2012 höll kardinal Ravasi seminariet "Hedningarnas förgård" i Stockholm, för ett möte mellan kristna och icke-kristna.

## Bilder

Kardinal Ravasis heraldiska vapen.
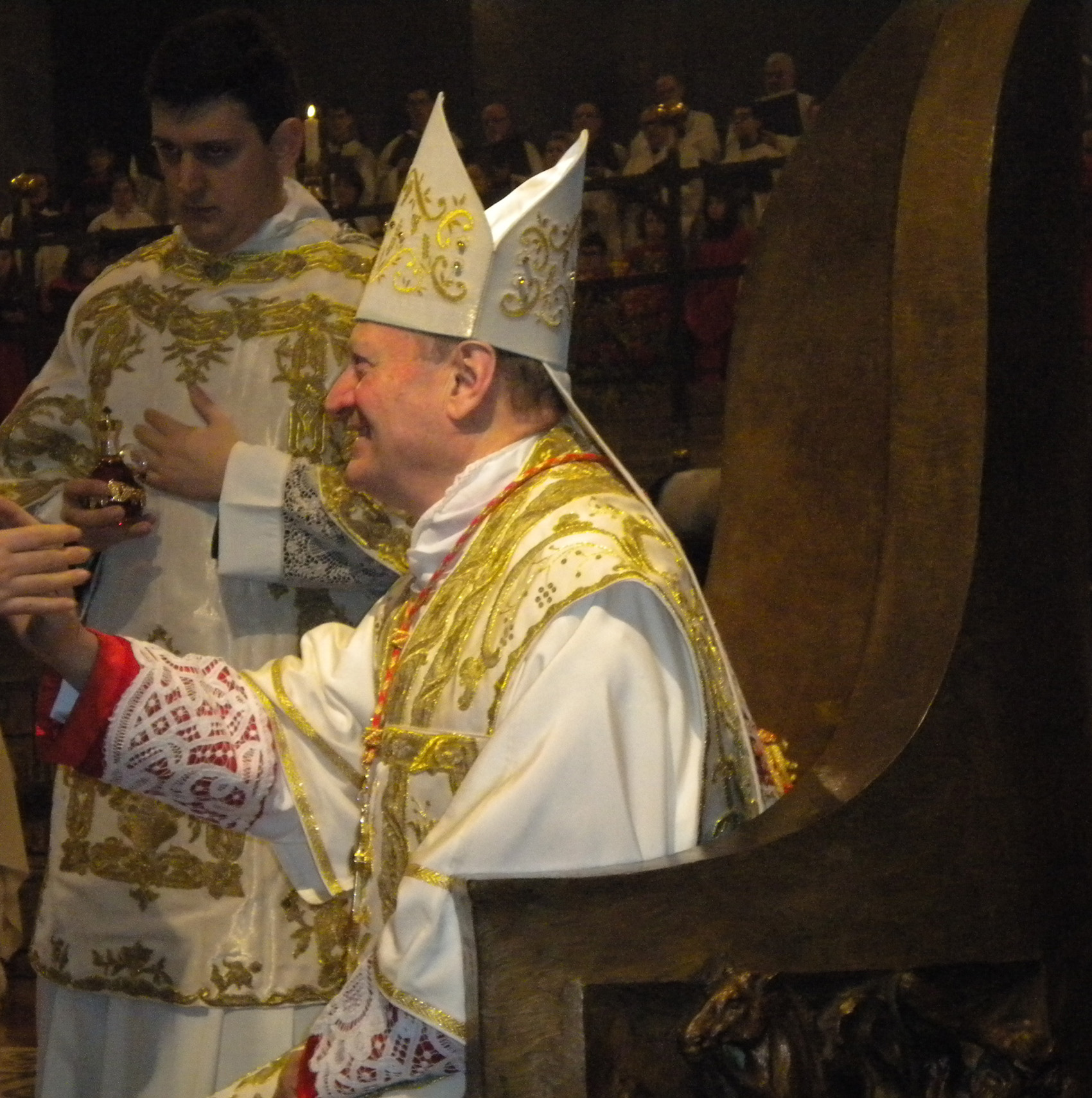
Kardinal Ravasi Lodi, 19 januari 2014, fest San Bassiano